# Mihailovo, Stara Zagora
Mihailovo (în bulgară Михайлово) este un sat în comuna Stara Zagora, regiunea Stara Zagora,  Bulgaria. 

## Demografie
Componența etnică a satului Mihailovo
     Bulgari (96,37%)
     Turci (1,51%)
     Nicio identificare (2,11%)
     Altele (0%)
La recensământul din 2011, populația satului Mihailovo era de 331 locuitori. Din punct de vedere etnic, majoritatea locuitorilor (96,37%) erau bulgari, cu o minoritate de turci (1,51%). Pentru 2,11% din locuitori nu este cunoscută apartenența etnică.